# Haksaeng bukgun shinwi
Pour plus de détails, voir Fiche technique et Distribution.
Haksaeng bukgun shinwi (학생 부군 신위) est un film sud-coréen réalisé par Park Chul-soo, sorti en 1996.

## Synopsis
Chan-woo, réalisateur de films et fils aîné de M. Park, revient dans le village rural de son père qui vient de mourir avec sa fille Mi-seon. Son petit frère, Chan-se, revient quant à lui d'Amérique. Tout le village s'active pour préparer les funérailles et la maison en deuil devient un lieu de rencontres.

## Fiche technique
- Titre : Haksaeng bukgun shinwi
- Titre original : 학생 부군 신위
- Titre anglais : Farewell My Darling
- Réalisation : Park Chul-soo
- Scénario : Park Chul-soo
- Musique : Sung Ryong-byun
- Photographie : Choi Jeong-won
- Montage : Jo Ki-hyeong
- Production : Kim Yong-man
- Société de production : G-TV et Park Chul-soo Films
- Pays :  Corée du Sud
- Genre : Comédie dramatique
- Durée : 116 minutes
- Dates de sortie : 
  -  Corée du Sud : 1er mars 1996

## Distribution
- Park Chul-soo : Chan-woo
- Kwon Seong-deok : Ho-sang
- Moon Jeong-suk : la mère
- Choi Seong : le père
- Jung Ha-hyun : Hye-li
- Hong Yun-jeong : la petite tante
- Bang Eun-jin : Geumdan
- Joo Jin-mo : Chan-gil
- Kim Il-woo
- Nam Po-dong
- Song Ok-sook

## Distinctions
Le film a été nommé pour le Blue Dragon Film Award du meilleur film.